# Diplazium nemorale
Diplazium nemorale är en majbräkenväxtart som först beskrevs av John Gilbert Baker och som fick sitt nu gällande namn av Ted Schelpe. 
Diplazium nemorale ingår i släktet Diplazium och familjen Athyriaceae. Inga underarter finns listade i Catalogue of Life.